# Смилян
 Тази статия е за село в България.  За селото в Хърватия вижте Смилян (Хърватия).  
Смиля̀н (старо име: Исмилян) е село в Южна България. То се намира в община Смолян, област Смолян, на 15 km югоизточно от Смолян.

## География
Село Смиля̀н е едно от най-старите селища в Средните Родопи. Намира се на 17 км югоизточно от областния център – гр. Смолян, на 250 км от столицата София, на 100 км южно от Пловдив и на 25 км от курорта Пампорово. Разположено е на двата бряга на река Арда, на 820 – 850 м надморска височина. В близост се намират селата Кошница, Могилица, Арда, Сивино, Чокманово, Бориково и др. Смилян е най-голямото село в община Смолян, с население от 1789 души, като 1511 са под 65-годишна възраст.

## История
Смоляните са славянско племе, населявало Средните и Западните Родопи. Смоляните са се заселили в земите си вероятно през VII-VIII век. През 837 г., когато племето вдигнало бунт против централната византийска власт, в тяхна подкрепа българският кан Пресиян, съместно с наместника си кавкан Исбул, навлязъл в Родопите, преминал земите на смоляните и стигнал до град Филипи в Беломорието. При управлението на цар Симеон Велики смоляните окончателно станали част от българската народност.
Името на село Смилян идва от създателите му – славянски племена СМОЛЕНИ. Реално името на селото е било Смолен. В турските регистри селото е записвано като Исмилян.
В 1698 година жителите на Смилян, представлявани от селяните Муса, Хюсеин, Реджеб, Ахмед, Мехмед и други, водят съдебно дело срещу жители на Арда башъ̀ относно владеенето на селските пасища. В спора Байъклъ̀ Мустафа от Арда и съселяните му си служат и с насилие срещу смилянци.
В края на 19 век Ст. Шишков минал през селото и го описал по следния начин:
| „ | По самото горно течение, т.е. въ самата долина на сѫща Арда, български села нѣма, но има нѣкои голѣми помашки села, каквото е старото село Смилянъ, запазило името на старата Смоленска область. Смилянъ брои повече отъ 500 кѫщи чисто помашки, съ интелигентно помашко население. Разположено е както и Устово въ една сѣдловина, но по-голѣма, по-живописна и по-плодородна. Смилянъ е било едноврѣмешно сѣдалище на каазата, а сега е родното мѣсто и живѣлище на извѣстния въ тия мѣста помакъ бей Салихъ-ага Сиврия, прочутъ по своето влияние и не прѣпорѫчително до тамъ минало и настояще. Едно врѣме Сиврия бѣше голѣмъ приятель и покровитель на българското население въ Ахѫ-челебийско, но отъ нѣколко години той измѣни на своитѣ чувства и, струва ми се, пакъ по наша вина и нетактичность. И между мнозинството помашко население той не се ползува съ добро име и симпатии. Кѫщата на Сиврия, вѫтрѣшната и́ обстановка и редъ, е сѫщински княжески дворецъ, ала животътъ и традициите сѫ неизмѣнени. Вратитѣ му сѫ отворени за всѣки пѫтникъ, какъвто и да билъ той и когато и да било, и ще излѣзе всѣкога добрѣ и посрѣщнатъ и нагостенъ, и добрѣ изпратенъ. | “ |

В периода 1 декември 1912 – началото на януари 1913 година жителите на селото са подложени на мъчения от български паравоенни части и БПЦ с цел да бъдат покръстени. Населението е подложено на всякакви видове терор, като в това влиза и разрушаване на 220 къщи.
В наши дни името Смолян е дадено на днешния град Смолян, а на селото дават името Смилян.

## Културни и природни забележителности
От превратната история на с. Смилян изцяло е запазена Часовниковата кула, построена от устовски дерибей. Тя е висока над 10 метра. Първоначално е строена за наблюдателница и то преди два века, когато Смилян е бил административен център на тогавашната Ахъчелебийска кааза. Отгоре се виждат пътят и цялото поречие на река Арда и местните жители навреме са били предупреждавани, ако идва враг. През 1929 година за първи път след Освобождението районът е посетен от тогавашния министър-председател Андрей Ляпчев. Той подарява на Смилян часовниковия механизъм, който е монтиран на върха на възстановената кула. Оттогава самоуки местни майстори са се грижили за часовника и десетките му зъбчати колелца. „Металът все пак се влияе от резки промени на температурата. Това особено се отнася за зимния период, когато е много студено и самият часовников механизъм забавя хода си и това налага своевременното му смазване, за да работи наистина като часовник. Така че трудно се поддържа“, разказват местните хора. Движението на зъбчатите колела и на стрелките по циферблата се регулира от тежести, а звънка камбана отброява всеки кръгъл час. Часовникът не е бил точен само когато се сменя зимното с лятно часово време и майсторите на ръка местят стрелките му. Пред кулата е издигнат паметник на Висарион Смолянски, който е убит по времето на второто масово помохамеданчване.
В селото се намира и една от най-големите източноправославни църкви в Родопите – храмът „Св. Спас“.
Уникални са природните дадености на Смилян и района около него – мек климат, кристално чист въздух, бистри води на река Арда и множество потоци и рекички. В околностите му се намират пещерите „Ухловица“, „Надарска“, „Бориковска“, „Гарга дере“, „Калето“, историческите забележителности (Агушевия конак, тракийското светилище на в. Ком и др.) Търсачите на силни усещания могат да се впуснат в приключението „Гарга дере“, туристически маршрут, включващ скално катерене и рапел, алпийски тролей и проникване в неблагоустроени пещери, включително в такава с подземен поток.
На разстояние 1.5 км от м. Аламушница (Смилян) се намира пещера „Крайпътна“. Пещерата е с дължина 38 м и височина 1,91 м. Обитавана е от прилепи, чието гуано по пода в комбинация с глинения пласт прави придвижването сравнително рисково. През 2005 г. зоолози регистрират в нея непознат за науката вид насекомо, което я прави ценна от научна гледна точка. Затова достъпът до пещерата е ограничен и става само с водачи-спелеолози. Пещерната фауна е в процес на проучване и в сравнение с останалите пещери от района е доста богата. Пещерата е убежище на единични прилепи от видовете голям Rhinolophus ferrumequinum и малък подковонос Rhinolophus hipposideros. Пещерата се обитава и от над 10 вида троглобионтни и троглофилни безгръбначни животни, включително и новоописания за науката от тази пещера вид бръмбар Gueorguiella petrovi.
Друга пещера в района на селото е Полянската пещера. Тя се намира на левия бряг на р. Арда на 1 км след края на с. Смилян по шосето за гр. Рудозем (на около 250 м след каптирания за гр. Рудозем извор), на ЮИ склон на около 15 м денивелация над реката. Ориентир за достъпа до пещерата са съседните пещери Крайпътната пропаст (рег. №) и Проходната ниша (рег.№), чиито входове се намират до самото шосе и са ясно видими.
След подминаването на тези пещери склонът отляво се отдалечава от шосето. Тук се хваща слабо очертана пътека по ръба на склона и се достига до вход I на пещерата. Входът е с размери 2 Х 3 м и гледа на юг. Пещерата е диаклазна, с една висока и широка галерия. Веднага след влизане през вход I се достига до ляв завой на галерията, където вдясно се вижда ниският, но широк процеп откъм вход II, а вдясно отгоре – коминът от пропастния вход III. Наклонът на галерията надолу се увеличава, а дясната стена е покрита изцяло с натеци и вкаменени водопади. Подът е покрит с пръст и дребни скални късове. След преминаване през нисък участък със сталактити и сталагмити подът става почти равен и покрит със суха глина. Краят на пещерата е внезапно стеснение до ширина на цепнатината 0,10 м и глинена тапа на пода. Пещерата е суха, със слабо капеща вода от вторичните образувания. На места в средата на галерията има куполообразни сталагмити с височина до 0,5 м. Забелязани са единични екземпляри прилепи; в преддверието гнездят лястовици (бързолети).
Скално катерене
В района има маршрути за скално катерене. Два са в близост до пещера „Ухловица“-тур „Пепелянка“ (6 кат.) и тур „Ухловиче“ (6 кат.). В близост до беседката на пещера „Голубовица“, на левия бряг на река Арда са прокарани 3 тура: „Кал“ (5-), „Възкресение“ (5+), и „Надюшка“ (7-). В местността Дупка, от ляво над пътя за Рудозем са прокарани туровете „Бай Стоян“ (6) и „Дупка“ (7-). На скала в местността „Кокора“ има един тур: „Смилян“ (4), 23 м. В местността Кичика над Рудозем са прокарани три тура: „No one“ (5), „Рождество“ (3-) и „Суперлуна“ (5). За „Ухловиче“ (6-) са необходими и малко джаджи. На скалата над църквата в село Арда има 2 тура – „Караиван“ (5+) и „Воденицата“ (3). Каската е задължителна.

## Редовни събития
Всяка година се отбелязва празникът на смилянския фасул, на който се избират крал и кралица на боба.
Празникът се организира от читалище „Асен Златаров“ с. Смилян. Село Смилян е прочуто с производството на едрия салатен фасул. По време на празника се организират конкурси – за най-добър производител, за пано от фасул, за кулинарно ястие от фасул. Самодейният състав към читалището изнася програма от тематични скечове, свързани с отглеждането и обработката на фасула като традиционен поминък.
Провежда се от 2003 г. всяка година в последната събота на октомври. Селото се бори за патент на оригиналния си продукт. В Смилян можете и да видите музей на фасула. Всяка последна събота и неделя на месец август в китното и приветливо родопско селце се провежда традиционният за това място събор „Бащино огнище“. На него се избира „Мис Крава“.
В селото се намира мандра „Родопа милк“, основно предназначена за производство на жълти сирена. С помощта на Швейцария са въведени технологии за производство на собствени марки сирена.
Когато се спомене село Смилян, много хора се сещат за едрия сорт фасул, който се отглежда там. Растението се увива около вейката, цъфти красиво като тропически храст и донесе слава на района, в който се отглежда. Смилян вече надхвърля етикета на „кулинарна“ туристическа дестинация. Над 300 жители, занимаващи с отглеждането на този сорт, са изявили желание продуктът им да бъде регистриран със запазен знак. Вече е взето разрешение от Патентната комисия и фасулът ще бъде със запазена марка на селото до 2016 година. Освен възможностите за кулинарен туризъм, Смилян и околностите предлагат много други дейности.